# Lipno Płockie
Lipno Płockie – dawna wąskotorowa stacja kolejowa w Lipnie, w województwie kujawsko-pomorskim, w Polsce. Znajdowały się tu 2 perony.